# Teoria dei sistemi ecologici
Modello ecologico è un termine ampio utilizzato per riunire i contributi teorici dello psicologo dello sviluppo Urie Bronfenbrenner. Bronfenbrenner sviluppò i fondamenti della teoria nel corso della sua carriera, pubblicò un'importante testimonianza della teoria in American Psychologist, la articolò in una serie di proposizioni ed ipotesi nel suo libro più citato, Ecologia dello Sviluppo Umano e ulteriori sviluppandolo in The Bioecological Model of Human Development e negli scritti successivi.
Un contributo primario della teoria dei sistemi ecologici è stato quello di esaminare sistematicamente la variabilità contestuale nei processi di sviluppo. Man mano che la teoria si evolveva, poneva sempre più enfasi sul ruolo della persona in via di sviluppo come agente attivo nello sviluppo e sulla comprensione del processo di sviluppo piuttosto che sugli "indirizzi sociali" (ad esempio, genere, etnia) come meccanismi esplicativi.

## Visione d'insieme
Il modello ecologico descrive un approccio scientifico allo studio dello sviluppo nel corso della vita che enfatizza l'interrelazione di diversi processi di sviluppo (ad esempio, cognitivi, sociali, biologici) ed è caratterizzato dalla sua enfasi sugli studi naturalistici (validità ecologica) e quasi-sperimentali,
Sebbene si ritenga che i processi di sviluppo siano universali, si ritiene che (a) mostrino variabilità contestuale nella loro probabilità di verificarsi, (b) avvengano in costellazioni diverse in contesti diversi e (c) influenzino persone diverse in modo diverso. A causa di questa variabilità, gli scienziati che lavorano in questo quadro utilizzano la variabilità individuale e contestuale per fornire informazioni su questi processi universali.